# East Pasadena (Kalifornija)
East Pasadena je naseljeno područje za statističke svrhe u američkoj saveznoj državi Kalifornija. Prema popisu stanovništva iz 2010. u njemu je živjelo 6,144 stanovnika.